# Трюсиль
Трюсиль (норв. Trysil) — коммуна в губернии Хедмарк в Норвегии. Административный центр коммуны — город Иннбюгда. Официальный язык коммуны — букмол. Население коммуны на 2007 год составляло 6741 чел. Площадь коммуны Трюсиль — 3014,38 км², код-идентификатор — 0428.

## История населения коммуны
Население коммуны за последние 60 лет.

Статистика коммуны Трюсиль